# Liten grison
Liten grison (Galictis cuja) är ett rovdjur i familjen mårddjur som förekommer i Sydamerika.

## Utbredning och habitat
Artens utbredningsområde sträcker sig från södra Peru och södra Brasilien över Bolivia, Paraguay och Uruguay till centrala Chile och Argentina. Liten grison lever i olika habitat som skogar, savanner samt bergstrakter upp till 4 200 meter över havet, men den förekommer även i mycket torra områden. Ofta vistas den nära vattenansamlingar.

## Kännetecken
Liten grison liknar vanlig grison (Galictis vittata) i utseende. Ansiktet, bröstet, buken och extremiteterna är svarta. Djurets rygg, samt svansen och kroppens sidor är gulgrå. Mellan dessa regioner finns ett vitt streck som går från pannan till skuldran. Som de flesta mårddjur har de en långsträckt kropp med korta extremiteter. Hos liten grison är kroppen 28 till 50 cm lång (utan svans) och vikten ligger mellan 1,0 och 2,5 kg. Svansen är ungefär 15 cm lång.

## Levnadssätt
Individerna kan vara aktiva både på dagen och på natten. De bildar ofta mindre grupper av 2 eller några fler individer men under jakten efter föda är de vanligen ensamma.
Födan utgörs av små ryggradsdjur som hardjur, fåglar, ödlor eller ormar.
En särskild parningstid är inte känt och hannar parar sig vanligen med flera honor. Dräktigheten varar i ungefär 40 dagar och sedan föds 2 till 4 ungar. Ungarna föds i ett gömställe och skyddas en längre tid av modern. Livslängden är bara känt för individer i fångenskap som blev lite över 10 år gamla.

## Liten grison och människor
Enligt befolkningen i utbredningsområdet är det lätt att tämja liten grison och den förekommer där som sällskapsdjur.
Ibland dödas individer av liten grison när de uppsöker gårdar och fångar höns. I Paraguay jagas arten dessutom som sport. Ett annat hot är den ökande trafiken. Allmänt är arten inte hotad i beståndet och den listas av IUCN som livskraftig (least concern).